# Кремозано
Кремозано (італ. Cremosano) — муніципалітет в Італії, у регіоні Ломбардія,  провінція Кремона.
Кремозано розташоване на відстані близько 460 км на північний захід від Рима, 36 км на схід від Мілана, 45 км на північний захід від Кремони.
Населення — 1761 особа (2014).
Щорічний фестиваль відбувається 22 липня. Покровитель — Santa Maria Maddalena.

## Демографія
Населення за роками:

Станом на 1 січня 2023 року в муніципалітеті офіційно проживали 64 іноземці з 18 країн, серед них 28 громадян країн Євросоюзу та 2 громадяни України.

## Сусідні муніципалітети
- Кампаньола-Кремаска
- Казалетто-Вапріо
- Крема
- Трескоре-Кремаско